# Джонатан Торохія
Джонатан Торохія (нар. 22 лютого 1985, Папеете, Французька Полінезія) — таїтянський футболіст, воротар таїтянського клубу Пірае.

## Клубна кар'єра
Більшу частину своєї кар'єри Джонатан провів у складі клубу Ману-Ура, у липні 2020 року вдруге перейшов до Пірае, де виступає і зараз.

## Виступи за збірну
За збірну Таїті дебютував 4 вересня 2007 року у кваліфікації до Чемпіонату світу 2010 проти збірної островів Кука, відстояв на нуль. У 2018 році зіграв ще у двох товариських матчах проти Нової Каледонії.
Також Джонатан виступає зі збірну Таїті з пляжного футболу, на Чемпіонаті світу 2013 команда Таїті програла у матчі за третє місце, а вже у 2015-му став віце-чемпіоном світу, і кращим воротарем турніру.